# Northrop Grumman MQ-4C Triton
O Northrop Grumman MQ-4C Triton é um veículo aéreo não tripulado (VANT), desenvolvido como uma aeronave de vigilância pela marinha de guerra dos Estados Unidos. O objetivo do sistema é de proporcionar inteligência avançada em tempo real, missões de reconhecimento sobre o oceano, além de auxiliar missões de busca e salvamento e também realizar patrulhas. O Triton (em português "Tritão") incorpora aviônicos e sistemas de voo muito avançados, com equipamentos de vigilância igualmente eficientes.
Os primeiros protótipos do MQ-4C começaram a  ser entregues em 2012 e é esperado que as primeiras unidades estejam no serviço ativo entre 2015 e 2017. Cerca de 68 dessas aeronaves serão encomendadas, ao custo de US$ 189 milhões de dólares por unidade. Os custos totais do projeto giraram em torno de US$ 13 bilhões de dólares. A Marinha falou posteriormente que pretende comprar mais destes VANTs, incluindo modelos mais avançados.